# 列季克
51°35′41″N 33°30′27″E / 51.59472°N 33.50750°E
雷蒂克（烏克蘭語：Ретик）是位於烏克蘭東北部的村莊，由蘇梅州科諾托普區的克羅萊韋茨市鎮負責管轄。該村處於列季克河左岸，距離杜博維奇4公里，海拔高度147米，2001年人口38。